# 張出

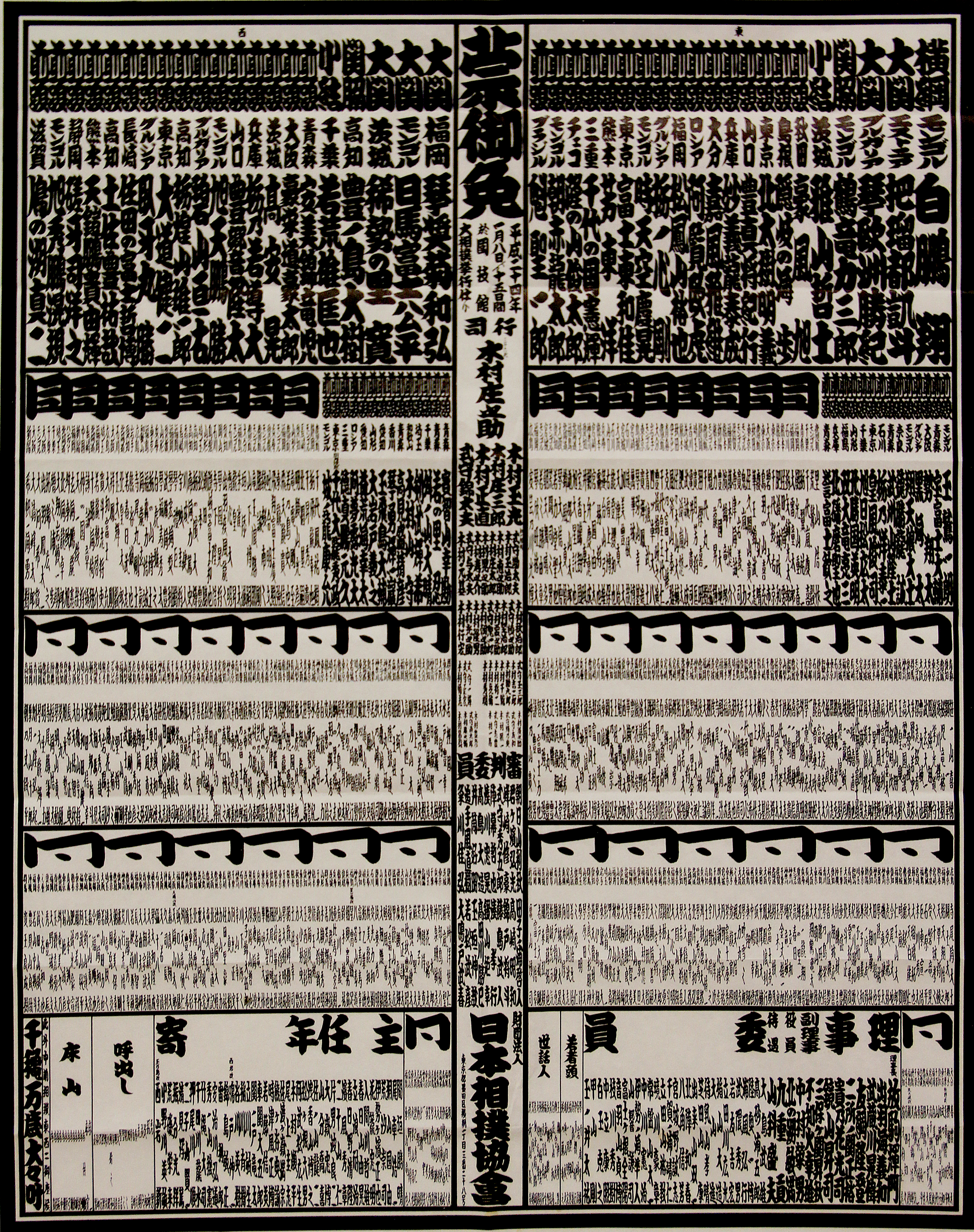
平成24年1月場所番付表。「張出」はつくられず5人の大関の名はすべて欄内に書き出されている。

張出（はりだし）とは大相撲の用語で、番付の欄外に四股名が載ること。

## 概要
江戸時代以降、番付の上位である三役（大関・関脇・小結）は、永らく東西に1名ずつ、各計2名と決まっていたが、近代になってその地位にふさわしい成績を挙げた力士がいた場合は、東西1名ずつにこだわらないようになった。しかし、番付表の表記はこれまでの表記を踏襲して、枠内には東西1名ずつしか掲載しなかったため、3人目以降の名前は、通常は長方形である番付表の枠を欄外へ出っ張らせ、掲載するスペースを確保した。それが番付表から「張り出して」見えるため、その部分に載った力士のことをそれぞれ「張出横綱」「張出大関」などと呼ぶようになった。それに対して、通常の部分に載った力士は「正横綱」「正大関」などと呼ばれており、同じ地位の中では「正〜」が上位、「張出〜」が下位である。
なお、「横綱」の文字が番付に出るようになったのも、1890年（明治23年）3月、張出大関に回されることを不服とした初代西ノ海嘉治郎をなだめるためのものだったとされている。それまで「横綱」は、大関の中でも実力がある者が、注連縄を締めて単独での土俵入り（横綱土俵入り）を行うことを免許された、称号の意味合いがあったが、この時の西ノ海は、横綱免許後最初の場所でありながら張出に回されていた。これが先例となって、横綱が大関よりも上位の地位として確立されることになった。
大正時代ごろまで、興行上の都合から、人気力士や有力な後援者を持つ力士を正位におき、実際の実力上位者が張出にされることもしばしばあった。このような時は、張出の実力者の四股名をやや太く大きめに書き出すこと（前例として1924年（大正13年）5月場所の横綱栃木山守也）で、「別格」の意味合いを持たせてバランスを取ったとも言われている。
一人横綱の場合は、東方の欄外へ張り出して記載されていた。
公傷制度が適用されていたころの一時期には休場した力士は同じ地位の張出とする規定があったため前頭以下も番付表から張り出されたこともあった。戦時中にも、兵役についたために本場所の出場が不可能な場合も欄外に張り出したことがあったが、これは軍の機密にふれるということで、1942年（昭和17年）1月場所から記載されなくなった。
その後、張出の制度は1994年（平成6年）5月場所をもって廃止され、翌7月場所以降は、同じ地位に3人以上の力士が出ても欄外へ張り出さず、欄内に連記されることになった。これはこの時期、力士の総数が急増して、張出のための余白を左右に設ける余裕がなくなっていたためである。現在の制度としては「張出」は存在せず、例として「関脇・2」「大関・3」や「関脇2枚目」「大関3枚目」などと呼ばれている。ただし、一部の大相撲解説者や好角家（大相撲ファン）などの間では、今も同じ地位で最上位の力士を「正〜」、次位以降の力士を「張出〜」と呼ぶ場合も存在している。現に、北の富士勝昭は2022年時点でも自身のコラムで三役2枚目を「張出」と表現している。また相撲記者の長山聡は「張出の廃止は番付の伝統の無視だ」という趣旨の批判をしている。
なお、当時一人横綱であった曙太郎のみ、引き続き東に張り出されていた（同年11月場所後の貴乃花光司の横綱昇進まで）。その後2004年1月場所に朝青龍明徳が初めて一人横綱となったが、以降は一人横綱であっても全て枠内の表記となっている。

## 記録
- 張出の初例
  - 張出横綱（一人横綱を除く）…1904年（明治37年）1月場所の大砲万右エ門
  - 張出大関…1890年5月場所の2代剣山谷右エ門
  - 張出関脇…1863年（文久3年）7月場所の陣幕久五郎
  - 張出小結…1888年（明治21年）5月場所の嵐山捨吉
  - 張出前頭…1793年（寛政5年）3月場所の関ノ戸八郎治
- 史上初めて横綱・大関・関脇・小結・前頭に張出が設けられた例…
  - 1918年（大正7年）1月場所（横綱－2代西ノ海嘉治郎・鳳谷五郎、大関－伊勢ノ濱慶太郎、関脇－両國勇治郎、小結－黒瀬川浪之助、前頭－鶴渡清治郎）
- 張出史上最多人数
  - 7人（1961年（昭和36年）9月場所、内訳は東方に大関2、関脇・小結各1。西方に大関・関脇・小結各1）

## 備考

### 横綱大関との兼ね合い
慣例により番付上の「大関」は最低2人は必要であるため、正規の大関が0人または1人のみの場合は、横綱が番付表記上は「横綱大関」として大関を兼ねる。番付表の枠内に「大関」の表記がある必要があるため、横綱大関記載が必要な片屋に横綱が2人いる場合は、番付上位で枠内に表記されている正横綱が「横綱大関」表記される。例えば、3横綱0大関であった1981年（昭和56年）9月場所では、東方は正横綱の北の湖敏満が「横綱大関」、張出横綱の若乃花幹士が「横綱」表記であった。
これに対して、正横綱が大関の地位を兼ねるのに、下位であるはずの張出横綱がそうではないのはおかしいのではないかという声もしばしばあがり、「横綱大関」経験者の中にも腑に落ちなかったという言葉が残る。また、1955年（昭和30年）1月と3月には、4横綱1大関（東方のみ）という時期があり、その時の順位は、東正横綱、西正横綱（「横綱大関」ではなかった）、西横綱2番手（張出ではなく正規の欄内に書かれた）、東張出横綱という順位だった。
前述のように、現在の制度としては張出は存在しないので、今後横綱2人以上で大関が不在の片屋が存在した場合、どのように番付が記載されるのかは不明。

## 大相撲以外の用例
将棋の順位戦において、前年度休場者をクラス定員の枠外として扱うことも、「張出」と表現されている。